# Simpsonovi (22. řada)
Dvacátá druhá řada amerického animovaného seriálu Simpsonovi je pokračování dvacáté první řady tohoto seriálu. Byla premiérově vysílána na americké televizní stanici Fox od 26. září 2010 do 22. května 2011. V Česku pak měla premiéru 12. května 2011 na stanici Prima Cool. Řada má celkem 22 dílů.

## Seznam dílů
| Č. v seriálu | Č. v řadě | Původní název                             | Český název                                                                                               | Režie                            | Scénář                             | Premiéra v USA     | Premiéra v ČR     | Produkční kód |
| ------------ | --------- | ----------------------------------------- | --- | -------------------------------- | ---------------------------------- | ------------------ | ----------------- | ------------- |
| 465          | 1         | Elementary School Musical                 | Muzikál ze základní                                                                                       | Mark Kirkland                    | Tim Long                           | 26. září 2010      | 12. května 2011   | MABF21        |
| 466          | 2         | Loan-a Lisa                               | Dědíme po dědovi                                                                                          | Matthew Faughnan                 | Valentina L. Garzaová              | 3. října 2010      | 19. května 2011   | MABF17        |
| 467          | 3         | MoneyBART                                 | Bartball                                                                                                  | Nancy Kruseová                   | Tim Long                           | 10. října 2010     | 26. května 2011   | MABF18        |
| 468          | 4         | Treehouse of Horror XXI                   | Speciální čarodějnický díl XXI                                                                            | Bob Anderson                     | Joel H. Cohen                      | 7. listopadu 2010  | 2. června 2011    | MABF16        |
| 469          | 5         | Lisa Simpson, This Isn't Your Life        | Tenhle život není pro tebe, Lízo Simpsonová (Prima) Tenhle život není pro tebe, Liso Simpsonová (Disney+) | Matthew Nastuk                   | Joel H. Cohen                      | 14. listopadu 2010 | 9. června 2011    | MABF20        |
| 470          | 6         | The Fool Monty                            | Hrátky s Montym                                                                                           | Steven Dean Moore                | Michael Price                      | 21. listopadu 2010 | 16. června 2011   | NABF01        |
| 471          | 7         | How Munched is That Birdie in the Window? | Lepší holub v hrsti než pes v boudě                                                                       | Michael Polcino                  | Kevin Curran                       | 28. listopadu 2010 | 23. června 2011   | NABF02        |
| 472          | 8         | The Fight Before Christmas                | Předvánoční hádky                                                                                         | Bob Anderson a Matthew Schofield | Deb Lacustová a Dan Castellaneta   | 5. prosince 2010   | 30. června 2011   | MABF22        |
| 473          | 9         | Donnie Fatso                              | Krycí jméno Donnie Špekoun                                                                                | Ralph Sosa                       | Chris Cluess                       | 12. prosince 2010  | 7. července 2011  | MABF19        |
| 474          | 10        | Moms I'd Like to Forget                   | Matky, které nestojí za hřích                                                                             | Chris Clements                   | Brian Kelley                       | 9. ledna 2011      | 14. července 2011 | NABF03        |
| 475          | 11        | Flaming Moe                               | Vočko v jednom ohni                                                                                       | Chuck Sheetz                     | Matt Selman                        | 16. ledna 2011     | 21. července 2011 | NABF04        |
| 476          | 12        | Homer the Father                          | Dobrý otec Homer                                                                                          | Mark Kirkland                    | Joel H. Cohen                      | 23. ledna 2011     | 28. července 2011 | NABF05        |
| 477          | 13        | The Blue and the Gray                     | Modrá a šedá                                                                                              | Bob Anderson                     | Rob LaZebnik                       | 13. února 2011     | 4. srpna 2011     | NABF06        |
| 478          | 14        | Angry Dad: The Movie                      | Vzteklej fotr ve filmu                                                                                    | Matthew Nastuk                   | John Frink                         | 20. února 2011     | 11. srpna 2011    | NABF07        |
| 479          | 15        | The Scorpion's Tale                       | Příběh škorpióna                                                                                          | Matthew Schofield                | Billy Kimball a Ian Maxtone-Graham | 6. března 2011     | 18. srpna 2011    | NABF08        |
| 480          | 16        | A Midsummer's Nice Dream                  | Haluze nocí Svatojánských                                                                                 | Steven Dean Moore                | Deb Lacustová a Dan Castellaneta   | 13. března 2011    | 25. srpna 2011    | NABF09        |
| 481          | 17        | Love Is a Many Strangled Thing            | Mnoho tváří lásky                                                                                         | Michael Polcino                  | Bill Odenkirk                      | 27. března 2011    | 1. září 2011      | NABF10        |
| 482          | 18        | The Great Simpsina                        | Kouzelná Líza (Prima) Kouzelná Lisa (Disney+)                                                             | Chris Clements                   | Matt Warburton                     | 10. dubna 2011     | 8. září 2011      | NABF11        |
| 483          | 19        | The Real Housewives of Fat Tony           | Zoufalé manželky Tlustého Tonyho                                                                          | Lance Kramer                     | Dick Blasucci                      | 1. května 2011     | 15. září 2011     | NABF12        |
| 484          | 20        | Homer Scissorhands                        | Střihoruký Homer                                                                                          | Mark Kirkland                    | Peter Gaffney a Steve Viksten      | 8. května 2011     | 22. září 2011     | NABF13        |
| 485          | 21        | 500 Keys                                  | 500 klíčů                                                                                                 | Bob Anderson                     | John Frink                         | 15. května 2011    | 29. září 2011     | NABF14        |
| 486          | 22        | The Ned-Liest Catch                       | Ned-nebezpečnější úlovek                                                                                  | Chuck Sheetz                     | Jeff Westbrook                     | 22. května 2011    | 6. října 2011     | NABF15        |